# Castelnuovo di Val di Cecina
Castelnuovo di Val di Cecina är en ort och kommun i provinsen Pisa i regionen Toscana i Italien. Kommunen hade 2 162 invånare (2018).